# Caio flavior
Caio flavior är en fjärilsart som beskrevs av José Oiticica och Michener 1950. Caio flavior ingår i släktet Caio och familjen påfågelsspinnare. Inga underarter finns listade i Catalogue of Life.